# محاسبه فاصله ستاره‌ها از منظومه شمسی
محاسبه فاصله کوازار
تعیین فاصله اجرام آسمانی به بیش از بیست روش امکان‌پذیر است. بعضی از این روش‌ها فقط مربوط به برخی اجرام مانند ستارگان قیفاووسی است. درستی برخی روش‌ها منوط به پذیرش نظریه‌های مختلف فیزیک است. برخی از این روش‌ها در دقت تخمین متفاوت‌اند. برخی مربوط به فواصل کم و برخی فقط برای مسافت بسیار زیاد است.
1. اندازه‌گیری با استفاده از اختلاف منظر مثلثاتی
2. اندازه‌گیری با استفاده از حرکت ستاره در خوشه ستاره‌ای
3. اندازه‌گیری با استفاده از اختلاف منظر دوره‌ای
4. اندازه‌گیری با استفاده از اختلاف منظر آماری
5. اندازه‌گیری با استفاده از فاصله جنبشی (سینماتیک)
6. اندازه‌گیری با استفاده از اختلاف منظر انبساطی
7. اندازه‌گیری با استفاده از بازتاب نور
8. اندازه‌گیری با استفاده از دوتایی طیف نمایی مرئی
9. اندازه‌گیری با استفاده از روش Baade-Wesselink
10. اندازه‌گیری با استفاده از دوتایی طیف نمایی گرفتی
11. اندازه‌گیری با استفاده از روش بسط دادن نور فتوسفر
12. اندازه‌گیری با استفاده از ستارگان رشته اصلی
13. اندازه‌گیری با استفاده از اختلاف منظر طیفی
14. اندازه‌گیری با استفاده از اندازه‌گیری ستارگان تپنده
15. اندازه‌گیری با استفاده از اندازه‌گیری ستارگان قیفاووسی
16. اندازه‌گیری با استفاده از درخشندگی سحابی سیاره‌نما
17. اندازه‌گیری با استفاده از ستارگان بسیار پرنور
18. اندازه‌گیری با استفاده از قطر ستارگان درخشنده و بسیار داغ
19. اندازه‌گیری با استفاده از نوسانات درخشندگی سطحی ستارگان
20. اندازه‌گیری با استفاده از ابرنواختران
21. اندازه‌گیری با استفاده از نسبت Tully-Fisher
22. اندازه‌گیری با استفاده از نسبت Faber-Jackson
23. اندازه‌گیری با استفاده از خوشه‌های کهکشانی بسیار پر نور
24. اندازه‌گیری با استفاده از کهکشان Gravitational Lens
25. اندازه‌گیری با استفاده از روش Sunyaev-Zeldovich
26. اندازه‌گیری با استفاده از قانون هابل[۱]

تعیین فاصله ستارگان از ما به دو روش کلی تقسیم می‌شود:
۱-مستقیم: در این روش از اختلاف منظر (همان روشی که ما با دو چشممان فاصلهٔ اجسام را تعیین می‌کنیم و سه بعدی می‌بینیم) استفاده می‌شود.
برای استفاده از این روش مکان ستاره را به دقت تعیین کرده و در ۶ ماه بعد که زمین 2AU (دو واحد نجومی) جابه‌جا شده (با چشم پوشی از حرکت خود خورشید) دوباره مکان ستاره را به دقت اندازه می‌گیرند و اختلاف زاویه‌ای آن دو را مساوی با یک تقسیم بر فاصله بر حسب پارسک می‌گذارند. بدین ترتیب چنین به دست می‌آید:
{\displaystyle d={\frac {1}{\theta ^{\prime \prime }}}}
{\displaystyle d} فاصله بر حسب پارسک
{\displaystyle \theta ^{\prime \prime }} زاویه بر حسب ثانیه قوسی

البته این روش تنها برای ستارگان نزدیک مورد استفاده‌است زیرا دقت تلسکوپ‌های زمینی به علت جو و فضایی‌های کنونی به علت کوچکی بیش از ۰٫۰۰۱ ثانیه قوس نیست.
برای تعیین فاصلهٔ ستارگان از زمین روش مثلث‌بندی نیز مشهور است، ولی به شرط این که ستارگان نزدیک را بخواهیم با آن مورد مطالعه قرار دهیم.
۲-غیر مستقیم: یکی از فرمول‌های اساسی نجوم قدر ظاهری قدر مطلق و فاصله را به یکدیگر مربوط می‌سازد. هرگاه دو تا از این سه کمیت معلوم باشد سومی را می‌توان معین کرد. این فرمول عبارت است از:
M=m+5-5log Dps
در مورد قیفاووسی‌ها ما قدرظاهری و قدر مطلق را می‌دانیم. اولی با میانگین گرفتن از قدر ظاهری ستاره و دومی از روی دورهٔ تناوب مشاهده شده و استفاده از منحنی دورهٔ تناوب –قدر مطلق مربوطه به دست می‌آید؛ بنابراین می‌توان فاصله یک قیفاووسی یا گروهی از ستارگان را که بر حسب اتفاق این قیفاووسی همراه آن‌ها است به دست آورد.
روش غیر مستقیم دیگری برای اندازه‌گیری فواصل: مطالعات متغیرهای شلیاقی حاکی از آن است که این ستاره‌ها جملگی قدر مطلقی نزدیک به ۰٫۶+ دارند.
با بررسی استفاده از این مقدار و قدر ظاهری متوسط مشاهده شده می‌توان فاصله را بر حسب پارسک از رابطهٔ زیر به دست آورد:
logDps= 1/5(m-M)+۱
این فاصلهٔ ستاره یا گروهی از ستاره‌ها است که بر حسب اتفاق ستاره شلیاقی در آن قرار دارد.
استفاده از قانون هابل
روش دیگر برای محاسبه فاصله اجرام مخصوصاً کهکشان‌ها استفاده از قانون هابل است. در این روش از صورت ریاضی قانون هابل که به صورت زیر است استفاده می‌کنیم:
V = d×H
که در آن v سرعت جسم در راستای دید ما است و H ثابت هابل است. برای محاسبه فاصله کهکشان‌ها و اجرام دور دست سرعت شعاعی (در راستای دید) جرم را به وسیلهٔ انتقال به سرخ (red shift) ستاره از روی طیف آن محاسبه می‌کنند. طبق پدیده انتقال به سرخ اگر جسمی از ناظر دور شود انتقال به سرخ و اگر به آن نزدیک شود انتقال به آبی صورت گرفته که مقدار آن از رابطه زیر بدست می‌آید، که در آن Z انتقال به سرخ است. به وسیلهٔ رابطه زیر از روی انتقال به سرخ می‌توان سرعت را بدست آورد:
v = C×Z
حال با قرار دادن سرعت در رابطه هابل فاصله بدست می‌آید:
d = C×Z/H
البته روش فوق دقت زیادی ندارد. دلیل آن مشخص نبودن مقدار دقیق ثابت هابل است؛ زیرا این ثابت با سن جهان رابطه دارد و با توجه به نظریات مختلف مقدار آن تغییر می‌کند. هم چنین وابستگی این عامل به زمان نیز در محاسبات اختلال به وجود می‌آورد. در حال حاضر بهترین روش برای اندازه‌گیری فاصله اجرام استفاده از ابرنواخترهاست که تا فواصل چند ده مگا پارسکی را با دقت خوبی محاسبه می‌کند.

## چه کسی برای نخستین بار فاصلهٔ ستاره را اندازه‌گیری کرد؟
معمولاً اخترشناس آلمانی به نام فریدریش بسل را به عنوان نخستین فردی که موفق به اندازه‌گیری فواصل ستارگان شد، می‌شناسند. وی با به‌کار بردن یک تلسکوپ انکساری غیر رنگی ظریف موقعیت ستارهٔ ۶۱ دجاجه (در صورت فلکی ماکیان (یا قو) را مورد بررسی قرار داد و اختلاف منظر آن را برابر با
۰/۳۵ ثانیه قوسی به دست آورد که برابر است با فاصل‌ه‌های کمتر از سه پارسک یا حدود ۶٫۹ سال نوری که بسیار نزدیک به مقدار پذیرفته شدهٔ امروزی آن است. این کار در سال ۱۸۳۸ م. (۱۲۱۶ش) صورت گرفت. پایه‌های اساسی اختلاف منظر از زمان یونان باستان شناخته شده بود، اما زاویه‌های اختلاف منظر به قدری کوچک بودند که تا قبل از زمان بسل اندازه‌گیری آن‌ها ممکن نشده بود. به هر حال در سال ۱۸۳۹م. (۱۲۱۷ش) اخترشناس اسکاتلندی به نام توماس هندرسن نتایج اندازه‌گیری اختلاف منظر ستارهٔ آلفاقنطورس را منتشر نمود. آلفا قنطورس عضوی از یک منظومهٔ چندتایی است و یکی از مؤلفه‌های آن نزدیک‌ترین ستاره به زمین است. این اندازه‌گیری در واقع در سال ۳۳–۱۸۳۲ م. (۱۲۱۱–۱۲۱۰ش) در آفریقای جنوبی صورت گرفت، اما هندرسن برای انتشار آن خیلی محتاط بود. ~۲۳/۱/۱۳۸۵~